# تحميل مسبق
التحميل المسبق عند المبرمجين هو تحميل برمجية مسبقة على الحاسوب قبل وضعه للاستعمال، بعون برنامج يسمى المحمل المسبق. يطلق كذلك على تحميل نص مسبق عند إنشاء صفحة فارغة.